# Пелайо Родригес
 Пелайо Родригес (исп. Pelayo Rodríguez; упоминается в 985—1007 годах) — важный магнат и граф Королевства Леон, который часто присутствовал при дворах королей Бермудо II (984—999) и Альфонсо V (999—1028).

## Биография
Историк Рубен Гарсия Альварес предположил, что он был членом семьи, основавшей монастырь Лоренсана, и, вероятно, сыном графа Родриго Гутьерреса (упоминается в 945—992 годах), в то время как Хулия Монтенегро Валентин предположила, что он был братом графа Мунио Родригеса и одним из сыновей гипотетического Родриго Фернандеса. Самый ранний документ, упоминающий его имя, датируется 976 годом, но Эмилио Саэс считает его фальшивым. В следующий раз он появляется в исторических записях 8 июля 985 года, как свидетель пожертвования монастырю Саагун. Он является опорой королевских хартий до его последнего появления либо 13 сентября 1005 года, либо 1 февраля 1007 года . Пелайо поднял восстание вместе с Гонсало Бермудесом и Мунио Фернандесом против короля Леона Бермудо II и преуспел в изгнании монарха из своего королевства между ноябрем 991 и сентябрем 992 года. После восстания он был вскоре восстановлен в королевской милости.
Пелайо Родригес женился на Готине Фернандес, дочери Фернандо Бермудеса, графа де Сеа, и Эльвиры Диас. Она была сестрой Химены, королевы Наварры и жены Гарсии Санчеса II и, следовательно, тетей Санчо III Великого. Она принесла ему много поместий в Галисии и собственно в Леоне. Она присоединилась к своему сыну Фернандо Пелаесу и его жене, сделав пожертвование в Сан-Мильян-де-ла-Коголья 13 ноября 1028 года, когда она в последний раз была зарегистрирована живой, как donna Gutina. Кроме Фернандо, она, вероятно, родила Пелайо двух дочерей: Фронильду, которая вышла замуж за Ордоньо Бермудеса, незаконнорожденного сына короля Леона Бермудо II, и, вероятно, Эльвиру, которая вышла замуж за Фернандо Флаинеса.